# Socha Jana Amose Komenského (Kunvald)
Pískovcová socha Jana Ámose Komenského zhotovená v roce 1910 podle návrhu sochaře Josefa Strachovského se nalézá v městyse Kunvald nedaleko od budovy sboru Českých bratří v okrese Ústí nad Orlicí. Sousoší je od roku 1958 chráněno jako nemovitá kulturní památka ČR.

## Historie
Socha je připomínkou na působení Jednoty bratrské v Kunvaldu, kde se bratři usadili roku 1458 a kde založili jeden ze svých vůbec prvních sborů v zemi. Prvním biskupem byl roku 1467 zvolen Matěj z Kunvaldu. Posledním biskupem Jednoty bratrské se v Kunvaldu před svým odchodem do exilu stal právě J. Á. Komenský. Pomník byl slavnostně odhalen 24. 7. 1910.

## Popis
Pískovcový pomník Jana Ámose Komenského je umístěn v parkové úpravě u silnice nedaleko od sborového domu Českých bratří v Kunvaldu.
Na dvou pískovcových schodech stojí vysoký jehlancovitý kvádr. Na jeho bocích jsou umístěny dva menší rovněž jehlancovité kvádry.
Na vrcholu prostředního nejvyššího jehlance stojí socha Komenského v životní velikosti oděného v dlouhém kožichu, se skloněnou hlavou v čepičce, brkem a knihou v rukou. U nohy má stoh knih.
Na čelní straně podstavce jsou mezi lipovými ratolestmi vytesána data 1592 - 1670 a pod nimi jsou umístěny dva nápisy - výše: „Jan Amos / Komenský / první pověděl / že učiti se mají / všichni všemu / jazykem mateřským / školu povznesl / na dílni lidskosti / “Didaktikou” ukázal / jak rozsvěcovati / světlo rozumu//“. Níže: „V těchto místech bylo pohřebiště a farní sbor nejstarší osady “Českých bratří” jejichž prvním biskupem byl Matěj z Kunvaldu (1442 - 1500) a posledním J.A. Komenský arciučitel národů. Postaveno péčí občanů kunvaldských 1910“.

## Galerie

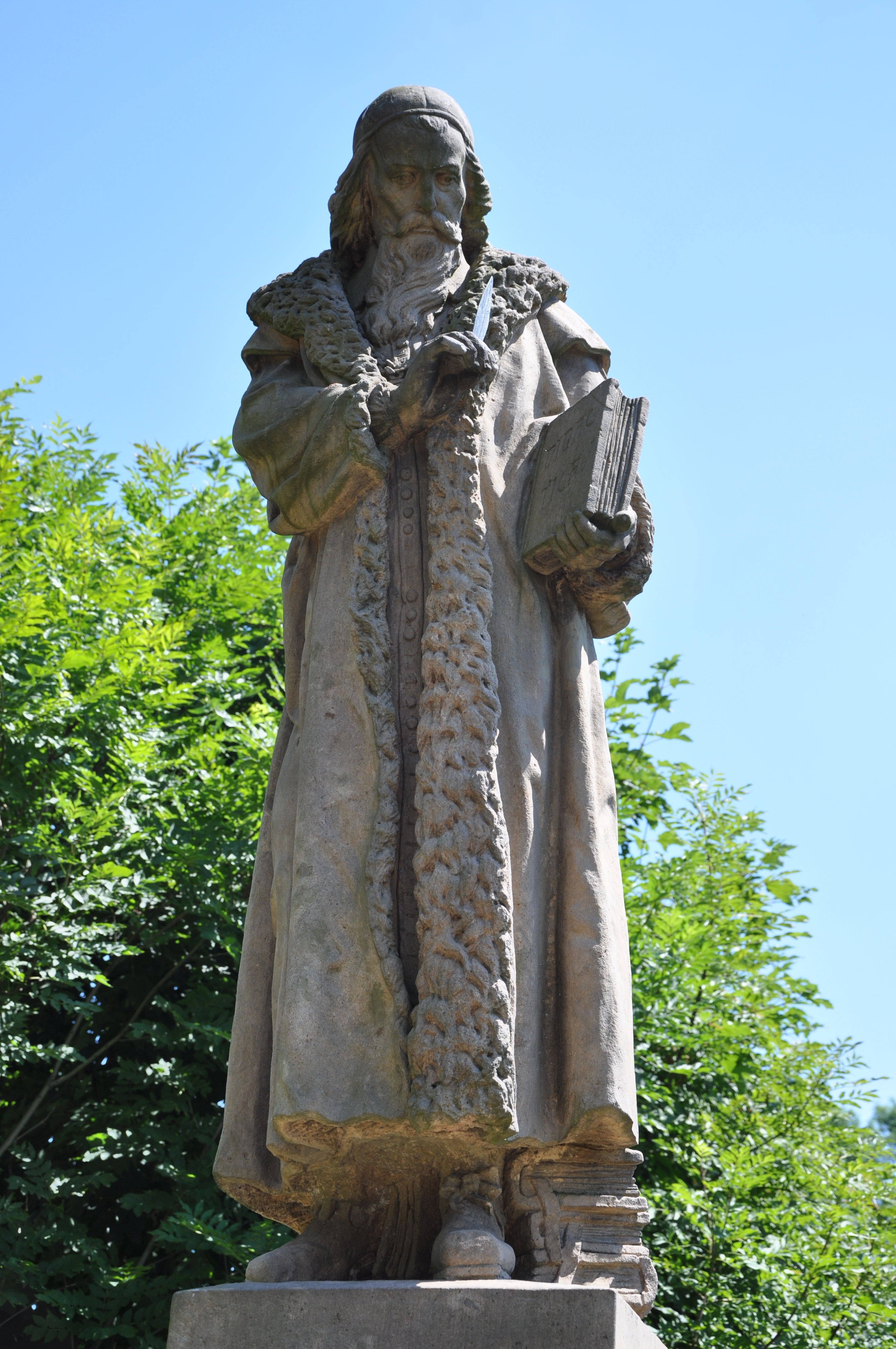
detail sochy Jana Ámose Komenského v Kunvaldě
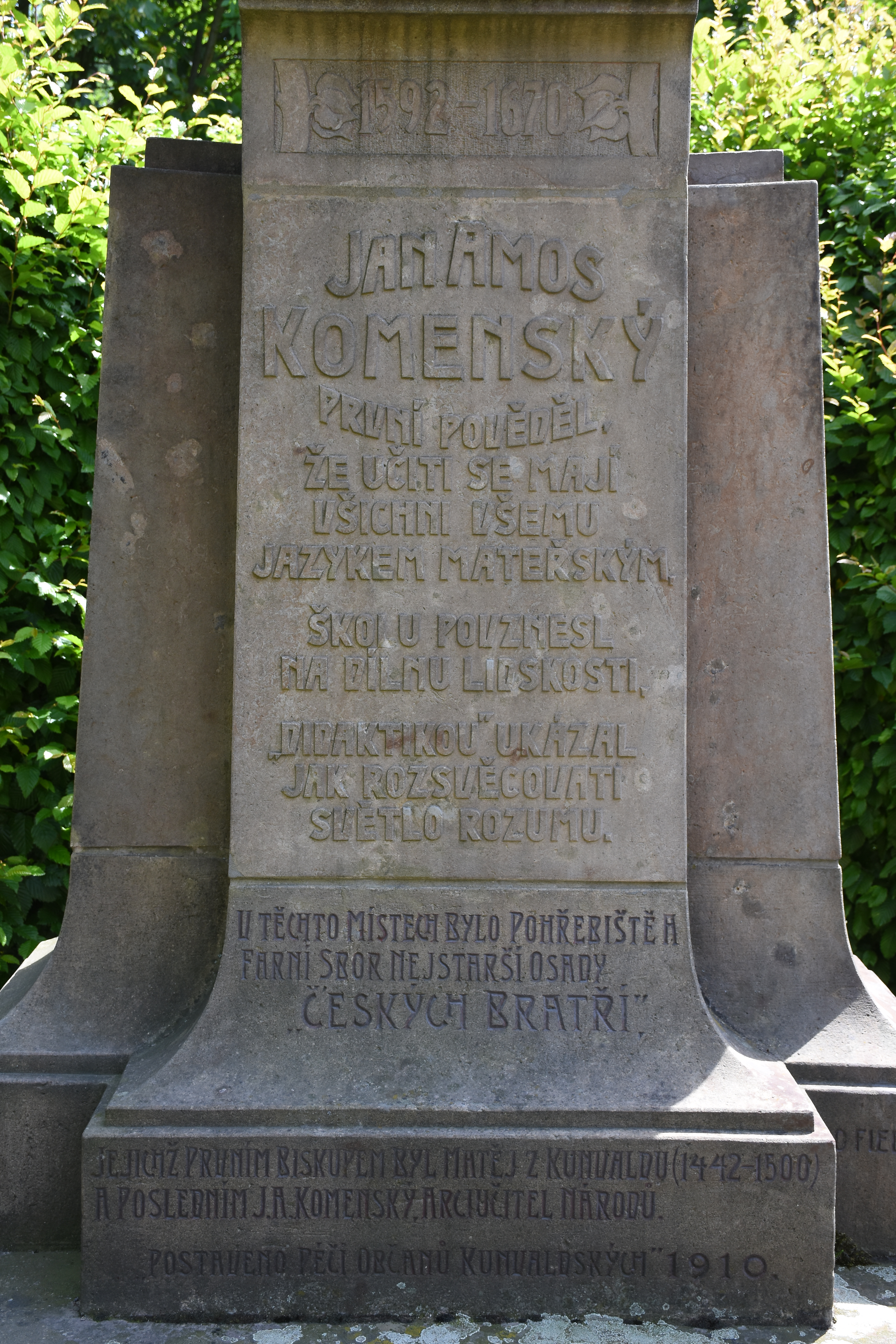
detail sochy Jana Ámose Komenského v Kunvaldě